# یوری زاخارویچ
یوری زاخارویچ (روسی: Юрий Иванович Захаревич؛ زادهٔ ۱۸ ژانویه ۱۹۶۳) وزنه‌بردار اهل اتحاد جماهیر شوروی سوسیالیستی بود.
وی در مسابقات کشوری و بین‌المللی در مجموع برندهٔ ۱۷ مدال طلا، ۶ مدال نقره شده‌است.